# Rochester Rhinos
El Rochester New York FC fue un equipo de fútbol de Estados Unidos, de la ciudad de Rochester en el estado de Nueva York. Fue fundado en 1996 y jugaba en la MLS Next Pro. tercera división en importancia del fútbol estadounidense. El equipo recibió hasta 2008 el nombre de Rochester Raging Rhinos. El 10 de marzo de 2023 se declaró en bancarrota y desapareció.

## Historia
El 28 de enero de 2013 se anunció que el club se afiliaría al New England Revolution de la MLS.
El 30 de noviembre de 2017, el equipo anunció que no jugaría en 2018 mientras se buscaban fondos adicionales.
El 22 de agosto de 2018, se anunció que el club buscaría una nueva ubicación en el estadio e intentaría unirse a USL League One.
El 15 de junio de 2021, Jamie Vardy fue anunciado como copropietario de la franquicia y tiene la intención de presentar un equipo para la temporada 2022.  Jonny Hansen ha sido puesto a cargo del reclutamiento de jugadores.
El 1 de septiembre de 2021 se anunció que el equipo tendría una reingeniería interna por el proceso de renacimento del club, por lo que los Rhinos pasan a llamarse Rochester New York FC (o RNYFC para resumirlo), y con un nuevo escudo.
El club regresa a la actividad en 2022 como el primer equipo independiente de la nueva MLS Next Pro. El 10 de marzo de 2023 el Rochester New York FC abandonó la MLS Next Pro y cerró operaciones citando "un modelo de negocios insostenible".

## Uniforme
- Uniforme titular: Camiseta blanca con franjas verticales negras, pantalón negro, medias negras.
- Uniforme alternativo: Camiseta verde, pantalón negro, medias negras.

## Palmarés
- USL Pro: 3 (1998, 2000 y 2001)
- USL: 1 (2015)
- Lamar Hunt U.S. Open Cup: 1 (1999)